# ATP German Open 1971
Il German Open 1971 è stato un torneo di tennis giocato sulla terra rossa. È stata la 65ª edizione del Torneo di Amburgo, che fa parte del Pepsi-Cola Grand Prix 1971. Si è giocato al Rothenbaum Tennis Center di Amburgo in Germania, dal 17 al 23 maggio 1971.

## Campioni

### Singolare
Andrés Gimeno ha battuto in finale  Peter Szoke, 6–3, 6–2, 6–2.

### Doppio
John Alexander /  Andrés Gimeno hanno battuto in finale  Dick Crealy /  Allan Stone,  6–4, 7–5, 7–9, 6–4.